# Juri Ueno
Juri Ueno (上野 樹里?, Ueno Juri; Kakogawa, 25 maggio 1986) è un'attrice giapponese.
Nel 2005 ha vinto un Japanese Academy Awards come miglior attrice debuttante, per la sua interpretazione in Swing Girls. È conosciuta principalmente per aver interpretato il ruolo della protagonista nei live action Nodame Cantabile e Nodame Cantabile New Year Special in Europe, tratti dall'omonimo manga. Nel 2008 è stata eletta dalla rivista Vogue Japan donna dell'anno.

## Carriera
Juri Ueno debuttò nel 2003, interpretando un ruolo nella serie televisiva Teru teru kazoku. Il suo debutto come attrice cinematografica avvenne lo stesso anno, con il dramma Summer of Chirusoku, per il quale vinse il premio come miglior nuovo talento al Mainichi Film Concours.
Nel 2004 ebbe il suo primo ruolo da protagonista, nella commedia Swing Girls, che le valse nel 2005 il Japanese Academy Awards come miglior attrice debuttante e il premio come miglior nuovo talento al Yokohama Film Festival.
Nel 2006 interpretò il ruolo della protagonista Megumi Noda in undici episodi della serie televisiva live action Nodame Cantabile. Per la sua interpretazione, la Ueno vinse il premio come miglior attrice al 51° Television Drama Academy Awards e il premio come miglior nuovo talento agli Élan d'or Awards. Nel 2008 interpretò anche il film per la televisione Nodame Cantabile New Year Special in Europe, che le valse il premio come miglior attrice all'International Drama Festival in TOKYO Awards 2008.
Sempre nel 2008, la Ueno fu nel cast del dorama Last Friends, per il quale ricevette cinque premi, tra i quali quello come miglior attrice non protagonista ai Nikkan Sports Drama Grand Prix.

## Filmografia

### Cinema
- Summer of Chirusoku (Chirusoku no natsu) di Kiyoshi Sasabe (2003)
- Josee, the Tiger and the Fish (Joze to tora to sakana tachi) di Isshin Inudou (2003)
- Swing Girls di Shinobu Yaguchi (2004)
- Turtles Swim Faster Than Expected (Kame wa igai to hayaku oyogu) di Satoshi Miki (2005)
- Summer Time Machine Blues (Samâ taimumashin burûsu) di Katsuyuki Motohiro (2005)
- Arch Angels (Warau Mikaeru) di Issei Oda (2006)
- Sea Without Exit (Deguchi no nai umi) di Kiyoshi Sasabe (2006)
- Shiawase no suitchi di Mana Yasuda (2006)
- Rainbow Song (Niji no megami) di Naoto Kumazawa (2006)
- Christmas on July 24th Avenue (7 gatsu 24 ka dôri no Kurisumasu) di Shosuke Murakami (2006)
- Kung Fu Kid (Kanfû-kun) di Issei Oda (2007)
- Naoko (film) di Tomoyuki Furumaya (2008)
- Gu Gu the Cat (Gou-Gou datte neko de aru) di Isshin Inudou (2008)
- Child by Children (Kodomo no kodomo) di Koji Hagiuda (2008)
- Killer Virgin Road (2009)
- Nodame Cantabile saishū gakushō - Zenpen (2009)
- Nodame Cantabile saishū gakushō - Kōhen (2010)
- Hidamari no kanojo (2013)
- Beauty Inside (2015)

### Dorama
- Teru teru kazoku (2003)
- Okâsan to issho (2003)
- Orange Days (Orenji deizu) (2004)
- Engine (serie televisiva) (2005)
- Kindaichi shōnen no jikenbo (serie televisiva) (Special TV) di Kenji Ikeda (2005)
- Tsubasa no oreta tenshitachi (2006)
- Nodame Cantabile (2006)
- You Gotta Be Kidding Me! (Jôdan ja nai!) (2007)
- Loss:Time:Life (1 episodio) (2008)
- Nodame Cantabile New Year Special in Europe (Nodame kantâbire in Yôroppa) (Special TV) di Hideki Takeuchi (2008)
- Last Friends (Rasuto furenzu) (2008)
- Ueno Juri to Itsutsu no Kaban (WOWOW, 2009)
- Sunao ni Narenakute (Fuji TV, 2010)
- Gou (NHK, 2011)
- Alice no Toge (TBS, 2014)
- Ouroboros (serie televisiva) (TBS, 2015)